# Aristodem el petit
Aristodem el petit, (en llatí Aristodemus, en grec Ἀριστόδημος ό μικρός) va ser un filòsof grec deixeble de Sòcrates que va viure al segles V i IV aC.
Es diu que va mantenir discussions amb el seu mestre sobre si s'havien de respectar els endevins i fer sacrificis als déus, cosa que Aristodem menyspreava. Va ser un gran admirador de Sòcrates i a tothora en buscava la companyia. Sempre havia caminat descalç, sembla que per imitar el seu mestre.